# Nová Ves nad Lužnicí
Nová Ves nad Lužnicí är en ort i Tjeckien.   Den ligger i regionen Södra Böhmen, i den södra delen av landet, 150 km söder om huvudstaden Prag. Nová Ves nad Lužnicí ligger 475 meter över havet och antalet invånare är 341.
Terrängen runt Nová Ves nad Lužnicí är platt.Runt Nová Ves nad Lužnicí är det ganska glesbefolkat, med 48 invånare per kvadratkilometer. Närmaste större samhälle är České Velenice, 5,4 km sydost om Nová Ves nad Lužnicí. I omgivningarna runt Nová Ves nad Lužnicí växer i huvudsak blandskog.